# リー・ジェンキンス
リー・ジェンキンス（Rae Jenkins, 1903年4月19日 - 1985年）は、ウェールズ出身の指揮者。
アンマンフォードの炭鉱夫の家に生まれる。４歳から祖父にヴァイオリンを学び、11歳で地元の劇場オーケストラのヴァイオリン奏者になった。16歳で王立音楽アカデミーに入学したあと、18歳でクイーンズ・ホール管弦楽団のヴァイオリン奏者となった。1930年からロマ音楽の専門家としてBBCの放送に関わるようになり、1942年からBBCミッドランド・ライト管弦楽団、1946年からBBCヴァラエティ管弦楽団の指揮を任されるようになり、主に軽音楽の分野で活躍した。1950年から1965年までBBCウェールズ管弦楽団の首席指揮者を歴任。